# Atlapetes seebohmi
Atlapetes seebohmi là một loài chim trong họ Emberizidae.